# Perdue (entreprise)
Pour les articles homonymes, voir Perdue (homonymie).
Perdue est une entreprise agroalimentaire basée aux États-Unis. Elle est présente notamment dans la production et la transformation de viande, notamment de volaille.
L'entreprise est critiquée par l'ONG britannique Oxfam pour les conditions de travail qu'elle impose à ses ouvriers. Afin de gagner en productivité, beaucoup sont privés du droit d'aller aux toilettes. En conséquence, certains sont contraints de porter des couches-culottes pour travailler dans leurs entreprises et « réduisent leurs prises de liquides et fluides à des niveaux dangereux ». Pour l'ONG, il s'agit d'une dégradation de la condition humaine pour des salariés qui déjà « gagnent de faibles salaires et souffrent de taux élevés de blessures et maladies ».